# Асканази, Макс
Макс Асканази (нем. Max Askanazy, 24 февраля 1865, Шталлупёнен — 23 октября 1940, Женева) — немецкий патологоанатом и онколог, профессор медицины.

## Биография
Родился в Восточной Пруссии в еврейской семье Йозефа Самуила Асканази и Нанни Асканази (урождённой Ашкенази). Окончив в 1890 году Кёнигсбергский университет, Асканази в 1893 году стал в качестве приват-доцента читать лекции по патологии. Несмотря на выдающиеся работы, Асканази не мог добиться в Германии звания профессора и переселился в 1905 году в Женеву, где ему было предложено занять пост директора Патологического института. Вместе с тем он получил и профессуру в Женевском университете.
Жена (с 1919 года) — Штефани Герштл (нем. Stefanie Elisabeth Maria Gerstl, 1885, Вена—?).

## Работы
Асканизи написал множество статей в «Archiv für Dermatologie und Syphilis», «Deutsches Archiv für klinische Medizin» и других медицинских журналах.
- Kasuistisches zur Frage der Alopecia neurotica (1890);
- Ueber Bothriocephalus-Anaemie und die prognostische Bedeutung der Megaloblasten im anämischen Blute (1895);
- Ueber die diagnostische Bedeutung der Ausscheidung des Bence-Jones’schen Körpers durch den Urin (1900);
- Dermoidcysten des Eierstocks, ihre Geschichte, ihr Bau und ihre Entstehung (1906);